# 原田篤志
原田篤志（はらだあつし　1979年10月31日 -）山口県出身の競艇選手。86期で登録番号4064。SG出場は2回。同期に大橋純一郎、吉田俊彦、金田幸子、中村亮太、森永淳、中野次郎がいる。

## 来歴
- 2000年5月10日　徳山競艇場でデビュー。
- 2012年8月21日　桐生競艇場　第58回モーターボート記念でSG初出場。